# Parodia nothorauschii
Parodia nothorauschii är en kaktusväxtart som beskrevs av David Richard Hunt. Parodia nothorauschii ingår i släktet Parodia och familjen kaktusväxter. Inga underarter finns listade i Catalogue of Life.